# Roger du Plessis-Liancourt
Pour les articles homonymes, voir Plessis (homonymie).
Roger du Plessis-Liancourt (vers 1598-1er août 1674), 2e duc de La Roche-Guyon (ou La Rocheguyon), dit « duc de Liancourt », pair de France, est un militaire français, premier gentilhomme de la Chambre et premier écuyer de la Petite Écurie sous le règne de Louis XIII.
Il est connu par un incident qui survient le 31 janvier 1655. Son confesseur, vicaire de Saint-Sulpice de Paris, lui refuse l'absolution parce qu'il fréquente des jansénistes. Le Grand Arnauld publie deux lettres pour dénoncer l'attitude du prêtre. Quelques mois plus tard, Blaise Pascal soutient Arnauld dans la dispute en publiant la première Provinciale.

## Biographie

### Famille
Roger du Plessis-Liancourt naît vers 1598. Il est le fils unique de Charles du Plessis, seigneur de Liancourt (1545-1620), comte de Beaumont-sur-Oise, marquis de Guercheville, conseiller du roi en ses conseils d'État et privé, premier écuyer de la Petite Écurie du roi, gouverneur de Metz, puis de Paris. La mère de Roger est Antoinette de Pons (vers 1560-1632), dame d'honneur de Marie de Médicis. Elle est veuve d'Henri de Silly, comte de La Roche-Guyon (1551-1586). Elle a un fils de ce premier mariage, François de Silly (1er duc de La Roche-Guyon, † en 1628 au siège de La Rochelle, sans postérité), puis elle s'est remariée avec Charles du Plessis-Liancourt en 1594.
Roger a une sœur, Gabrielle, épouse de François V de La Rochefoucauld, premier duc du nom. Roger du Plessis-Liancourt est donc l'oncle de François VI de La Rochefoucauld, l'auteur des Maximes.
| Henri de Silly (1551-1586)                               | Henri de Silly (1551-1586)                               | Henri de Silly (1551-1586)                               | Henri de Silly (1551-1586)                               | Henri de Silly (1551-1586)                               | Henri de Silly (1551-1586)                               |  |  |                                                            |                                                            |                                                            |                                                            |                                                                 |                                                                 | Antoinette de Pons (vers 1560-1632)                             | Antoinette de Pons (vers 1560-1632)                             | Antoinette de Pons (vers 1560-1632)                             | Antoinette de Pons (vers 1560-1632)                             | Antoinette de Pons (vers 1560-1632)        | Antoinette de Pons (vers 1560-1632)        |                                            |                                            |  |  |                                                                       |                                                                       | Charles du Plessis-Liancourt (1545-1620)                              | Charles du Plessis-Liancourt (1545-1620)                              | Charles du Plessis-Liancourt (1545-1620)                              | Charles du Plessis-Liancourt (1545-1620)                              | Charles du Plessis-Liancourt (1545-1620)     | Charles du Plessis-Liancourt (1545-1620)     |                                                                           |                                                                           |                                                                           |                                                                           | Henri de Schomberg, maréchal de France (1575-1632)                        | Henri de Schomberg, maréchal de France (1575-1632)                        | Henri de Schomberg, maréchal de France (1575-1632) | Henri de Schomberg, maréchal de France (1575-1632) | Henri de Schomberg, maréchal de France (1575-1632)   | Henri de Schomberg, maréchal de France (1575-1632)   |                                                      |                                                      |                                                      |                                                      |
| Henri de Silly (1551-1586)                               | Henri de Silly (1551-1586)                               | Henri de Silly (1551-1586)                               | Henri de Silly (1551-1586)                               | Henri de Silly (1551-1586)                               | Henri de Silly (1551-1586)                               |  |  |                                                            |                                                            |                                                            |                                                            |                                                                 |                                                                 | Antoinette de Pons (vers 1560-1632)                             | Antoinette de Pons (vers 1560-1632)                             | Antoinette de Pons (vers 1560-1632)                             | Antoinette de Pons (vers 1560-1632)                             | Antoinette de Pons (vers 1560-1632)        | Antoinette de Pons (vers 1560-1632)        |                                            |                                            |  |  |                                                                       |                                                                       | Charles du Plessis-Liancourt (1545-1620)                              | Charles du Plessis-Liancourt (1545-1620)                              | Charles du Plessis-Liancourt (1545-1620)                              | Charles du Plessis-Liancourt (1545-1620)                              | Charles du Plessis-Liancourt (1545-1620)     | Charles du Plessis-Liancourt (1545-1620)     |                                                                           |                                                                           |                                                                           |                                                                           | Henri de Schomberg, maréchal de France (1575-1632)                        | Henri de Schomberg, maréchal de France (1575-1632)                        | Henri de Schomberg, maréchal de France (1575-1632) | Henri de Schomberg, maréchal de France (1575-1632) | Henri de Schomberg, maréchal de France (1575-1632)   | Henri de Schomberg, maréchal de France (1575-1632)   |                                                      |                                                      |                                                      |                                                      |
|                                                          |                                                          |                                                          |                                                          |                                                          |                                                          |  |  |                                                            |                                                            |                                                            |                                                            |                                                                 |                                                                 |                                                                 |                                                                 |                                                                 |                                                                 |                                            |                                            |                                            |                                            |  |  |                                                                       |                                                                       |                                                                       |                                                                       |                                                                       |                                                                       |                                              |                                              |                                                                           |                                                                           |                                                                           |                                                                           |                                                                           |                                                                           |                                                    |                                                    |                                                      |                                                      |                                                      |                                                      |                                                      |                                                      |
|                                                          |                                                          |                                                          |                                                          |                                                          |                                                          |  |  |                                                            |                                                            |                                                            |                                                            |                                                                 |                                                                 |                                                                 |                                                                 |                                                                 |                                                                 |                                            |                                            |                                            |                                            |  |  |                                                                       |                                                                       |                                                                       |                                                                       |                                                                       |                                                                       |                                              |                                              |                                                                           |                                                                           |                                                                           |                                                                           |                                                                           |                                                                           |                                                    |                                                    |                                                      |                                                      |                                                      |                                                      |                                                      |                                                      |
| François de Silly, 1er duc de La Roche-Guyon (1586-1628) | François de Silly, 1er duc de La Roche-Guyon (1586-1628) | François de Silly, 1er duc de La Roche-Guyon (1586-1628) | François de Silly, 1er duc de La Roche-Guyon (1586-1628) | François de Silly, 1er duc de La Roche-Guyon (1586-1628) | François de Silly, 1er duc de La Roche-Guyon (1586-1628) |  |  | François V de La Rochefoucauld, 1er duc du nom (1588-1650) | François V de La Rochefoucauld, 1er duc du nom (1588-1650) | François V de La Rochefoucauld, 1er duc du nom (1588-1650) | François V de La Rochefoucauld, 1er duc du nom (1588-1650) | François V de La Rochefoucauld, 1er duc du nom (1588-1650)      | François V de La Rochefoucauld, 1er duc du nom (1588-1650)      |                                                                 |                                                                 | Gabrielle du Plessis-Liancourt (1590-1672)                      | Gabrielle du Plessis-Liancourt (1590-1672)                      | Gabrielle du Plessis-Liancourt (1590-1672) | Gabrielle du Plessis-Liancourt (1590-1672) | Gabrielle du Plessis-Liancourt (1590-1672) | Gabrielle du Plessis-Liancourt (1590-1672) |  |  | Roger du Plessis-Liancourt, 2e duc de La Roche-Guyon (vers 1598-1674) | Roger du Plessis-Liancourt, 2e duc de La Roche-Guyon (vers 1598-1674) | Roger du Plessis-Liancourt, 2e duc de La Roche-Guyon (vers 1598-1674) | Roger du Plessis-Liancourt, 2e duc de La Roche-Guyon (vers 1598-1674) | Roger du Plessis-Liancourt, 2e duc de La Roche-Guyon (vers 1598-1674) | Roger du Plessis-Liancourt, 2e duc de La Roche-Guyon (vers 1598-1674) |                                              |                                              | Jeanne de Schomberg (1600-1674)                                           | Jeanne de Schomberg (1600-1674)                                           | Jeanne de Schomberg (1600-1674)                                           | Jeanne de Schomberg (1600-1674)                                           | Jeanne de Schomberg (1600-1674)                                           | Jeanne de Schomberg (1600-1674)                                           |                                                    |                                                    | Charles de Schomberg, maréchal de France (1601-1656) | Charles de Schomberg, maréchal de France (1601-1656) | Charles de Schomberg, maréchal de France (1601-1656) | Charles de Schomberg, maréchal de France (1601-1656) | Charles de Schomberg, maréchal de France (1601-1656) | Charles de Schomberg, maréchal de France (1601-1656) |
| François de Silly, 1er duc de La Roche-Guyon (1586-1628) | François de Silly, 1er duc de La Roche-Guyon (1586-1628) | François de Silly, 1er duc de La Roche-Guyon (1586-1628) | François de Silly, 1er duc de La Roche-Guyon (1586-1628) | François de Silly, 1er duc de La Roche-Guyon (1586-1628) | François de Silly, 1er duc de La Roche-Guyon (1586-1628) |  |  | François V de La Rochefoucauld, 1er duc du nom (1588-1650) | François V de La Rochefoucauld, 1er duc du nom (1588-1650) | François V de La Rochefoucauld, 1er duc du nom (1588-1650) | François V de La Rochefoucauld, 1er duc du nom (1588-1650) | François V de La Rochefoucauld, 1er duc du nom (1588-1650)      | François V de La Rochefoucauld, 1er duc du nom (1588-1650)      |                                                                 |                                                                 | Gabrielle du Plessis-Liancourt (1590-1672)                      | Gabrielle du Plessis-Liancourt (1590-1672)                      | Gabrielle du Plessis-Liancourt (1590-1672) | Gabrielle du Plessis-Liancourt (1590-1672) | Gabrielle du Plessis-Liancourt (1590-1672) | Gabrielle du Plessis-Liancourt (1590-1672) |  |  | Roger du Plessis-Liancourt, 2e duc de La Roche-Guyon (vers 1598-1674) | Roger du Plessis-Liancourt, 2e duc de La Roche-Guyon (vers 1598-1674) | Roger du Plessis-Liancourt, 2e duc de La Roche-Guyon (vers 1598-1674) | Roger du Plessis-Liancourt, 2e duc de La Roche-Guyon (vers 1598-1674) | Roger du Plessis-Liancourt, 2e duc de La Roche-Guyon (vers 1598-1674) | Roger du Plessis-Liancourt, 2e duc de La Roche-Guyon (vers 1598-1674) |                                              |                                              | Jeanne de Schomberg (1600-1674)                                           | Jeanne de Schomberg (1600-1674)                                           | Jeanne de Schomberg (1600-1674)                                           | Jeanne de Schomberg (1600-1674)                                           | Jeanne de Schomberg (1600-1674)                                           | Jeanne de Schomberg (1600-1674)                                           |                                                    |                                                    | Charles de Schomberg, maréchal de France (1601-1656) | Charles de Schomberg, maréchal de France (1601-1656) | Charles de Schomberg, maréchal de France (1601-1656) | Charles de Schomberg, maréchal de France (1601-1656) | Charles de Schomberg, maréchal de France (1601-1656) | Charles de Schomberg, maréchal de France (1601-1656) |
|                                                          |                                                          |                                                          |                                                          |                                                          |                                                          |  |  |                                                            |                                                            |                                                            |                                                            |                                                                 |                                                                 |                                                                 |                                                                 |                                                                 |                                                                 |                                            |                                            |                                            |                                            |  |  |                                                                       |                                                                       |                                                                       |                                                                       |                                                                       |                                                                       |                                              |                                              |                                                                           |                                                                           |                                                                           |                                                                           |                                                                           |                                                                           |                                                    |                                                    |                                                      |                                                      |                                                      |                                                      |                                                      |                                                      |
|                                                          |                                                          |                                                          |                                                          |                                                          |                                                          |  |  |                                                            |                                                            |                                                            |                                                            | François VI de La Rochefoucauld, auteur des Maximes (1613-1680) | François VI de La Rochefoucauld, auteur des Maximes (1613-1680) | François VI de La Rochefoucauld, auteur des Maximes (1613-1680) | François VI de La Rochefoucauld, auteur des Maximes (1613-1680) | François VI de La Rochefoucauld, auteur des Maximes (1613-1680) | François VI de La Rochefoucauld, auteur des Maximes (1613-1680) |                                            |                                            |                                            |                                            |  |  |                                                                       |                                                                       |                                                                       |                                                                       | Henri-Roger du Plessis-Liancourt (1620-1646)                          | Henri-Roger du Plessis-Liancourt (1620-1646)                          | Henri-Roger du Plessis-Liancourt (1620-1646) | Henri-Roger du Plessis-Liancourt (1620-1646) | Henri-Roger du Plessis-Liancourt (1620-1646)                              | Henri-Roger du Plessis-Liancourt (1620-1646)                              |                                                                           |                                                                           | Anne-Élisabeth de Lannoy (vers 1626-1654)                                 | Anne-Élisabeth de Lannoy (vers 1626-1654)                                 | Anne-Élisabeth de Lannoy (vers 1626-1654)          | Anne-Élisabeth de Lannoy (vers 1626-1654)          | Anne-Élisabeth de Lannoy (vers 1626-1654)            | Anne-Élisabeth de Lannoy (vers 1626-1654)            |                                                      |                                                      |                                                      |                                                      |
|                                                          |                                                          |                                                          |                                                          |                                                          |                                                          |  |  |                                                            |                                                            |                                                            |                                                            | François VI de La Rochefoucauld, auteur des Maximes (1613-1680) | François VI de La Rochefoucauld, auteur des Maximes (1613-1680) | François VI de La Rochefoucauld, auteur des Maximes (1613-1680) | François VI de La Rochefoucauld, auteur des Maximes (1613-1680) | François VI de La Rochefoucauld, auteur des Maximes (1613-1680) | François VI de La Rochefoucauld, auteur des Maximes (1613-1680) |                                            |                                            |                                            |                                            |  |  |                                                                       |                                                                       |                                                                       |                                                                       | Henri-Roger du Plessis-Liancourt (1620-1646)                          | Henri-Roger du Plessis-Liancourt (1620-1646)                          | Henri-Roger du Plessis-Liancourt (1620-1646) | Henri-Roger du Plessis-Liancourt (1620-1646) | Henri-Roger du Plessis-Liancourt (1620-1646)                              | Henri-Roger du Plessis-Liancourt (1620-1646)                              |                                                                           |                                                                           | Anne-Élisabeth de Lannoy (vers 1626-1654)                                 | Anne-Élisabeth de Lannoy (vers 1626-1654)                                 | Anne-Élisabeth de Lannoy (vers 1626-1654)          | Anne-Élisabeth de Lannoy (vers 1626-1654)          | Anne-Élisabeth de Lannoy (vers 1626-1654)            | Anne-Élisabeth de Lannoy (vers 1626-1654)            |                                                      |                                                      |                                                      |                                                      |
|                                                          |                                                          |                                                          |                                                          |                                                          |                                                          |  |  |                                                            |                                                            |                                                            |                                                            |                                                                 |                                                                 |                                                                 |                                                                 |                                                                 |                                                                 |                                            |                                            |                                            |                                            |  |  |                                                                       |                                                                       |                                                                       |                                                                       |                                                                       |                                                                       |                                              |                                              |                                                                           |                                                                           |                                                                           |                                                                           |                                                                           |                                                                           |                                                    |                                                    |                                                      |                                                      |                                                      |                                                      |                                                      |                                                      |
|                                                          |                                                          |                                                          |                                                          |                                                          |                                                          |  |  |                                                            |                                                            |                                                            |                                                            | François VII de La Rochefoucauld (1634-1714)                    | François VII de La Rochefoucauld (1634-1714)                    | François VII de La Rochefoucauld (1634-1714)                    | François VII de La Rochefoucauld (1634-1714)                    | François VII de La Rochefoucauld (1634-1714)                    | François VII de La Rochefoucauld (1634-1714)                    |                                            |                                            |                                            |                                            |  |  |                                                                       |                                                                       |                                                                       |                                                                       |                                                                       |                                                                       |                                              |                                              | Jeanne-Charlotte du Plessis-Liancourt, Mlle de La Roche-Guyon (1645-1669) | Jeanne-Charlotte du Plessis-Liancourt, Mlle de La Roche-Guyon (1645-1669) | Jeanne-Charlotte du Plessis-Liancourt, Mlle de La Roche-Guyon (1645-1669) | Jeanne-Charlotte du Plessis-Liancourt, Mlle de La Roche-Guyon (1645-1669) | Jeanne-Charlotte du Plessis-Liancourt, Mlle de La Roche-Guyon (1645-1669) | Jeanne-Charlotte du Plessis-Liancourt, Mlle de La Roche-Guyon (1645-1669) |                                                    |                                                    |                                                      |                                                      |                                                      |                                                      |                                                      |                                                      |
|                                                          |                                                          |                                                          |                                                          |                                                          |                                                          |  |  |                                                            |                                                            |                                                            |                                                            | François VII de La Rochefoucauld (1634-1714)                    | François VII de La Rochefoucauld (1634-1714)                    | François VII de La Rochefoucauld (1634-1714)                    | François VII de La Rochefoucauld (1634-1714)                    | François VII de La Rochefoucauld (1634-1714)                    | François VII de La Rochefoucauld (1634-1714)                    |                                            |                                            |                                            |                                            |  |  |                                                                       |                                                                       |                                                                       |                                                                       |                                                                       |                                                                       |                                              |                                              | Jeanne-Charlotte du Plessis-Liancourt, Mlle de La Roche-Guyon (1645-1669) | Jeanne-Charlotte du Plessis-Liancourt, Mlle de La Roche-Guyon (1645-1669) | Jeanne-Charlotte du Plessis-Liancourt, Mlle de La Roche-Guyon (1645-1669) | Jeanne-Charlotte du Plessis-Liancourt, Mlle de La Roche-Guyon (1645-1669) | Jeanne-Charlotte du Plessis-Liancourt, Mlle de La Roche-Guyon (1645-1669) | Jeanne-Charlotte du Plessis-Liancourt, Mlle de La Roche-Guyon (1645-1669) |                                                    |                                                    |                                                      |                                                      |                                                      |                                                      |                                                      |                                                      |

### Jeunesse
Liancourt est un compagnon d'enfance du dauphin, le futur Louis XIII. À six ans, il a son appartement au Louvre. Il va rester proche du souverain, « tant en paix qu'en guerre ». C'est un « grand seigneur élégant, aimant le plaisir, les fêtes somptueuses, et sachant s'entourer de compagnons brillants ». Il mène une vie dissipée. Il se lie avec des libertins. Théophile de Viau lui dédie son ode Contre l'hyver.

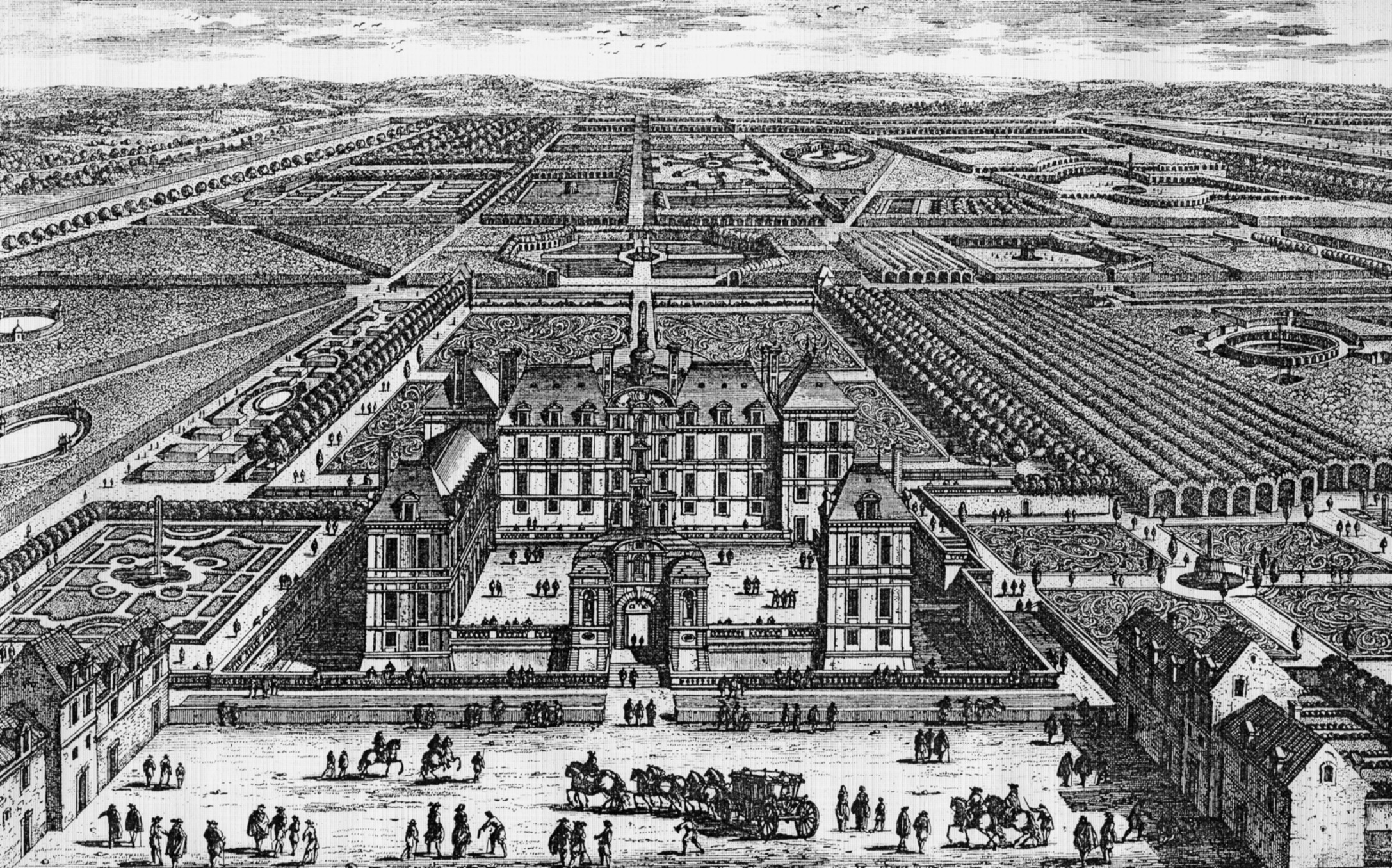
Le château de Liancourt au XVIII.

En 1620, Liancourt devient premier écuyer de la Petite Écurie, sur démission de son père. Le 24 février, il épouse Anne de Schomberg, dite Jeanne (née en 1600), fille d'Henri de Schomberg, maréchal de France, et sœur de Charles de Schomberg, maréchal de France. Liancourt est, dit-on, « moins bien doué au point de l'intelligence que sa femme, plus fine et plus cultivée ». Le père de Roger meurt le 20 octobre. En fin d'année, naît l'unique enfant du couple Liancourt, Henri-Roger. En janvier 1621, le demi-frère de Roger, François de Silly, est créé duc de La Roche-Guyon et pair de France. 
Tallemant des Réaux suppose que Jeanne souffre de ne pouvoir figurer dignement à la cour, n'étant pas duchesse. Roger la délaisse quelque peu. Elle se retire au château de Liancourt, dans le Beauvaisis. Elle l'aménage, embellit le parc. Elle réunit une galerie de tableaux et pensionne une cour d'artistes. Elle se tourne peu à peu vers la dévotion.

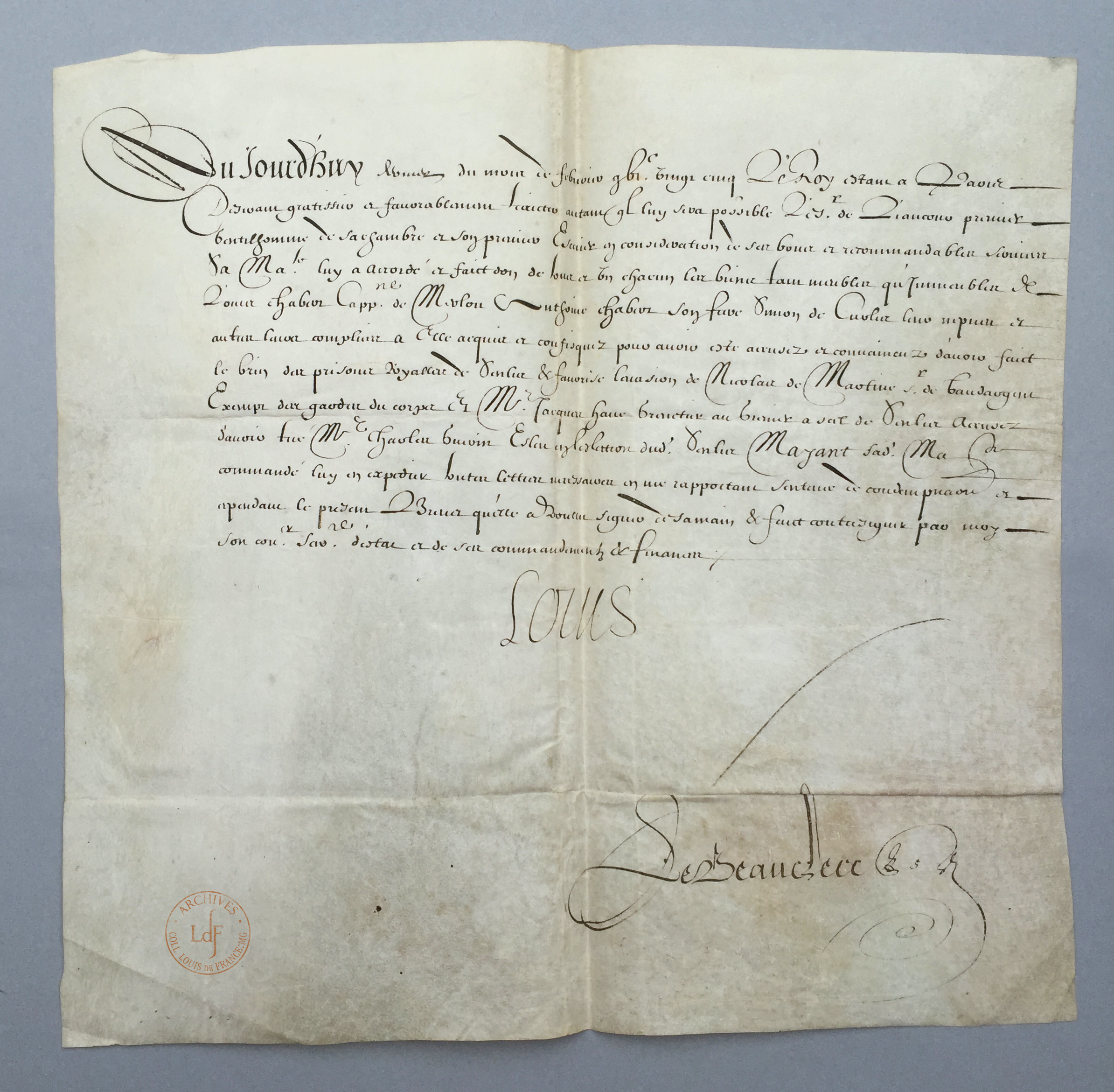
1625. Donation à Liancourt de biens confisqués, signée par.

En septembre 1621, Liancourt devient mestre de camp du régiment de Picardie. Il en prend le commandement effectif en mai de l'année suivante, dans la deuxième campagne de Louis XIII contre les protestants. À la tête des Enfants perdus, il joue le rôle décisif dans la prise de Sommières le 17 août 1622. Il se distingue également au siège de Montpellier, le 30 août.
En 1623, il achète l'hôtel de Bouillon de la rue de Seine. Son épouse fait démolir celui-ci. Elle le remplace par l'hôtel de Liancourt. Le couple et les La Rochefoucauld vivent ensemble dans cet hôtel, où ils s'entendent parfaitement. Le 13 octobre 1624, Liancourt devient premier gentilhomme de la Chambre. Le 14 janvier 1625, il cède le régiment de Picardie à François de Béthune, duc d'Orval. Il connaît « une espèce de disgrâce » auprès de Louis XIII.
En 1628, son demi-frère François de Silly, duc de La Roche-Guyon, meurt sans enfants. Antoinette de Pons, mère de François et de Roger, hérite du comté de La Roche-Guyon, qui passe ainsi dans la famille du Plessis-Liancourt. Antoinette meurt le 16 janvier 1632.
Cette année-là, Liancourt rentre en grâce auprès de Louis XIII. Le 14 mai 1633, il est fait chevalier des ordres du roi. Corneille lui dédie sa première pièce, Mélite. En 1635 et 1636, les époux Liancourt font construire par Lemercier la partie droite du corps principal de leur hôtel parisien, ainsi que l'aile gauche.

### Conversion

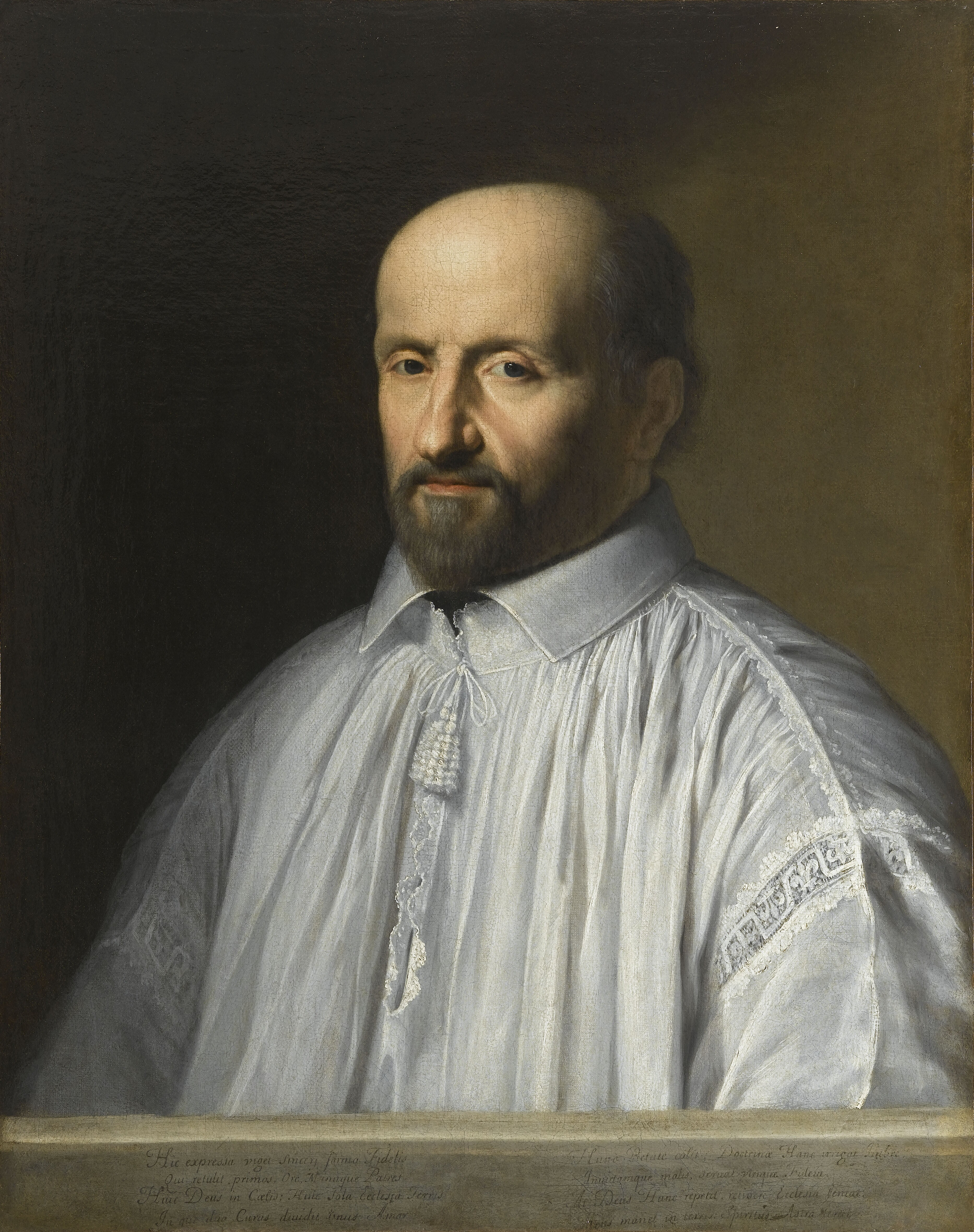
Jean Duvergier de Hauranne, abbé de Saint-Cyran, par Philippe de Champaigne.

En octobre 1638, Jeanne tombe gravement malade. Bouleversé, Liancourt vend la plus grande partie de ses toiles de maître pour distribuer de l'argent aux œuvres charitables. Il devient « un des grands serviteurs des pauvres et des malheureux de toutes sortes, un apôtre des meilleures causes intéressant la société de son temps ». Les époux Liancourt ont pour directeur de conscience le jésuite César-François d'Haraucourt. Sous l'influence de celui-ci, sous l'influence également de sa pieuse femme, Liancourt s'assagit. Il mène désormais une « existence semi-pénitente et fort sainte ». 
Il se tourne volontiers vers les jansénistes, dont sa femme et lui sont déjà proches depuis quelques années. Il rend visite dans sa prison à l'abbé de Saint-Cyran, ancien compagnon de Jansénius ayant introduit le jansénisme en France. Saint-Cyran charge son disciple Antoine Singlin de diriger Liancourt. Ce dernier a de nombreux amis à Port-Royal : son beau-frère le maréchal de Schomberg, le Grand Arnauld, Léon Bouthillier, Robert Arnauld d'Andilly, Marin Le Roy de Gomberville. Il reçoit à Liancourt Le Maistre de Sacy. Il loge dans son hôtel de la rue de Seine l’abbé de Bourzeis.
À la fin de l'année 1641, ou au début de 1642, les Liancourt entrent dans la Société Notre-Dame de Montréal. Ils se montrent particulièrement généreux envers les œuvres de mission en Nouvelle-France.

### Duc et pair

Blason de Roger du Plessis-Liancourt, duc de La Roche-Guyon. Écartelé : aux 1 et 4 d'argent à la croix engrelée de gueules, chargée de cinq coquilles d'or (Du Plessis) ; aux 2 et 3 d'argent à la fasce bandée d'or et de gueules (Pons).

En mai 1643, quelques jours avant la mort de Louis XIII, Roger du Plessis-Liancourt est créé duc de La Roche-Guyon (parfois écrit La Rocheguyon) et pair de France. Mais ses contemporains l'appellent plutôt « duc de Liancourt ». En 1645, il est reçu à la Compagnie du Saint-Sacrement (le « parti des dévots »).
Le 6 août 1646, son fils unique est tué au siège de Mardyck, à 25 ans. Il laisse une fille, Jeanne-Charlotte, née en 1645. Les Liancourt la recueillent. En 1647, ils la mettent en pension à Port-Royal. Par l'intermédiaire de son intendant Pierre de Carcavy, Liancourt reçoit rue de Seine Blaise Pascal. Le duc et la duchesse se font construire un pied-à-terre à Port-Royal des Champs. Liancourt est le supérieur de la Compagnie du Saint-Sacrement en 1648, puis en 1650.
Jeanne refuse d'être dame d'honneur de la reine. Quant à son mari, il n'exerce plus depuis longtemps sa charge de premier gentilhomme de la Chambre. Le 27 novembre 1649, il s'en démet. « Noircis » de ce « crime », les Liancourt sont très mal vus de Louis XIV. Le duc et la duchesse, dit Saint-Simon, « passaient presque toute leur vie à Liancourt dans les exercices de piété les plus édifiants et les plus continuels, ne paraissaient plus à la cour, et, comme ils y avaient vécu dans la plus excellente et la plus brillante compagnie, ils avaient la meilleure à Liancourt, mais la moins à la mode. Ce lieu était le réduit de tout ce qui tenait à Port-Royal, et la retraite des persécutés de ce genre. »

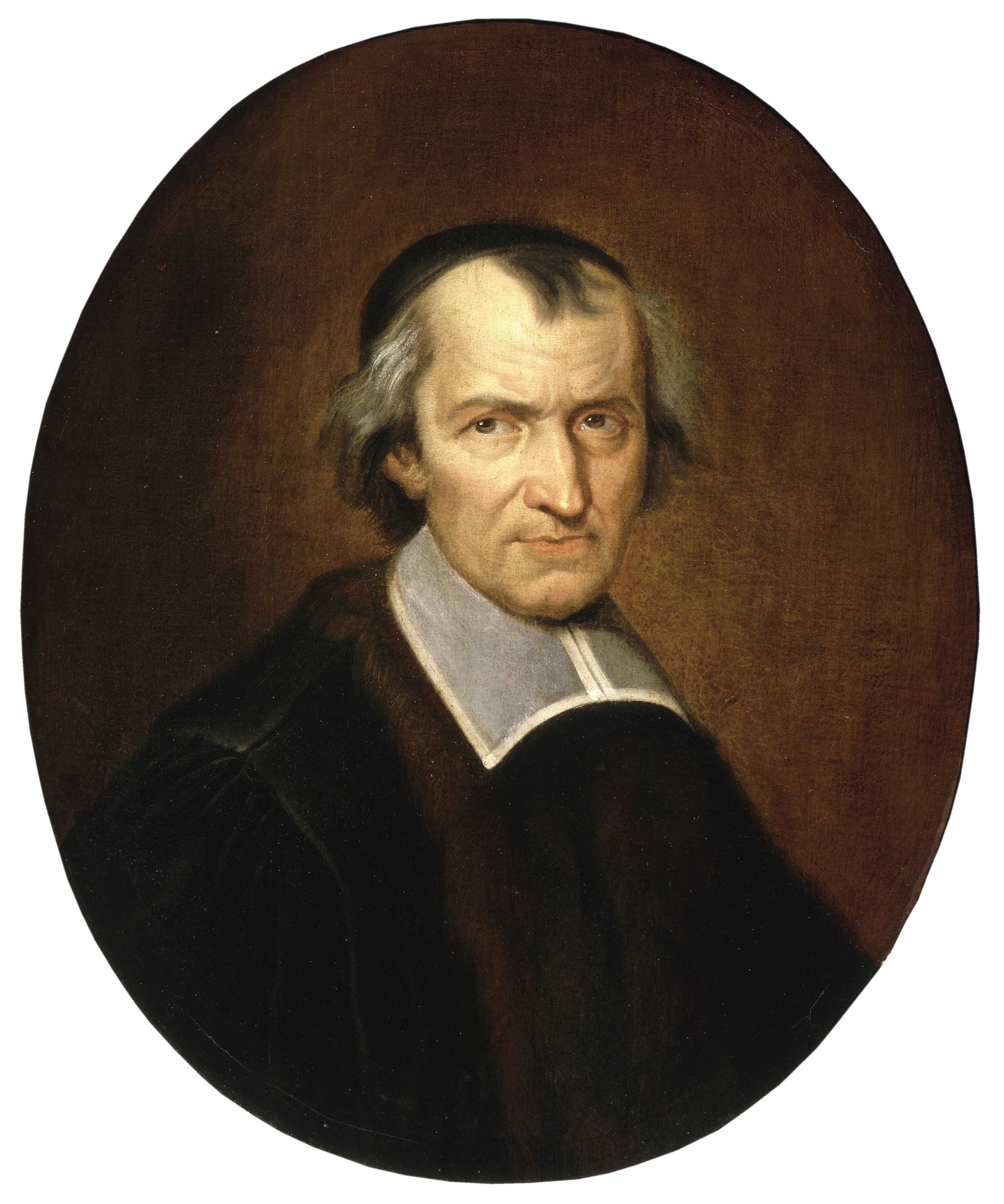
Antoine Arnauld fils, dit le Grand Arnauld, par Jean-Baptiste de Champaigne.

Liancourt se répand en dons au profit d'œuvres de mission et de charité. Jean-Jacques Olier et Vincent de Paul lui portent « beaucoup d'affection et une confiance absolue ». Mais le duc se montre également généreux à l'égard de Port-Royal. Olier s'alarme des fréquentations jansénistes de Liancourt et de son épouse. Il leur adresse des avertissements. De 1651 à 1654, Liancourt est premier marguillier de la paroisse Saint-Sulpice. En 1653, les cinq propositions sont condamnées par Innocent X. Liancourt ne s'exprime pas là-dessus. Il est certes proche des jansénistes, mais il reste un modéré.

### L'affaire de l'abbé Picoté
Le 31 janvier 1655, Charles Picoté, vicaire de Saint-Sulpice, refuse d'accorder l'absolution à Liancourt tant qu'il n'aura pas renoncé à fréquenter des jansénistes, chassé l'abbé de Bourzeis de chez lui et retiré sa petite-fille de Port-Royal,. L'incident fait prendre la plume au Grand Arnauld, qui publie le 24 février une Lettre d'un docteur de Sorbonne à une personne de condition, puis le 10 juillet une Seconde Lettre à un duc et pair de France. C'est pour soutenir Arnauld dans la dispute consécutive que Pascal entreprend d'écrire Les Provinciales. La première paraît le 23 janvier de l'année suivante.

### Dernières années
Le duc est ami du père Nicolas Guyet de Chévigny, oratorien lié aux jansénistes et persécuté pour cela. Il l'abrite dans son château. En 1663, dans leur hôtel de la rue de Seine, les Liancourt soutiennent les tentatives de négociation entre le jésuite Jean Ferrier et les amis de Port-Royal,.
Ils reçoivent des artistes dans leur hôtel. Selon Jacques Hillairet (Dictionnaire historique des rues de Paris), on y voit « La Fontaine, Corneille qui y [fait] la lecture de Pulchérie, Molière celle des Femmes Savantes, madame Scarron, madame de La Fayette et Gourville ». En août 1673, la terre de Liancourt est érigée en marquisat,.
Jeanne de Schomberg meurt à Liancourt le 14 juin 1674. Roger du Plessis-Liancourt meurt à Paris le 1er août. Il repose dans l'église de Liancourt, auprès de sa femme,.

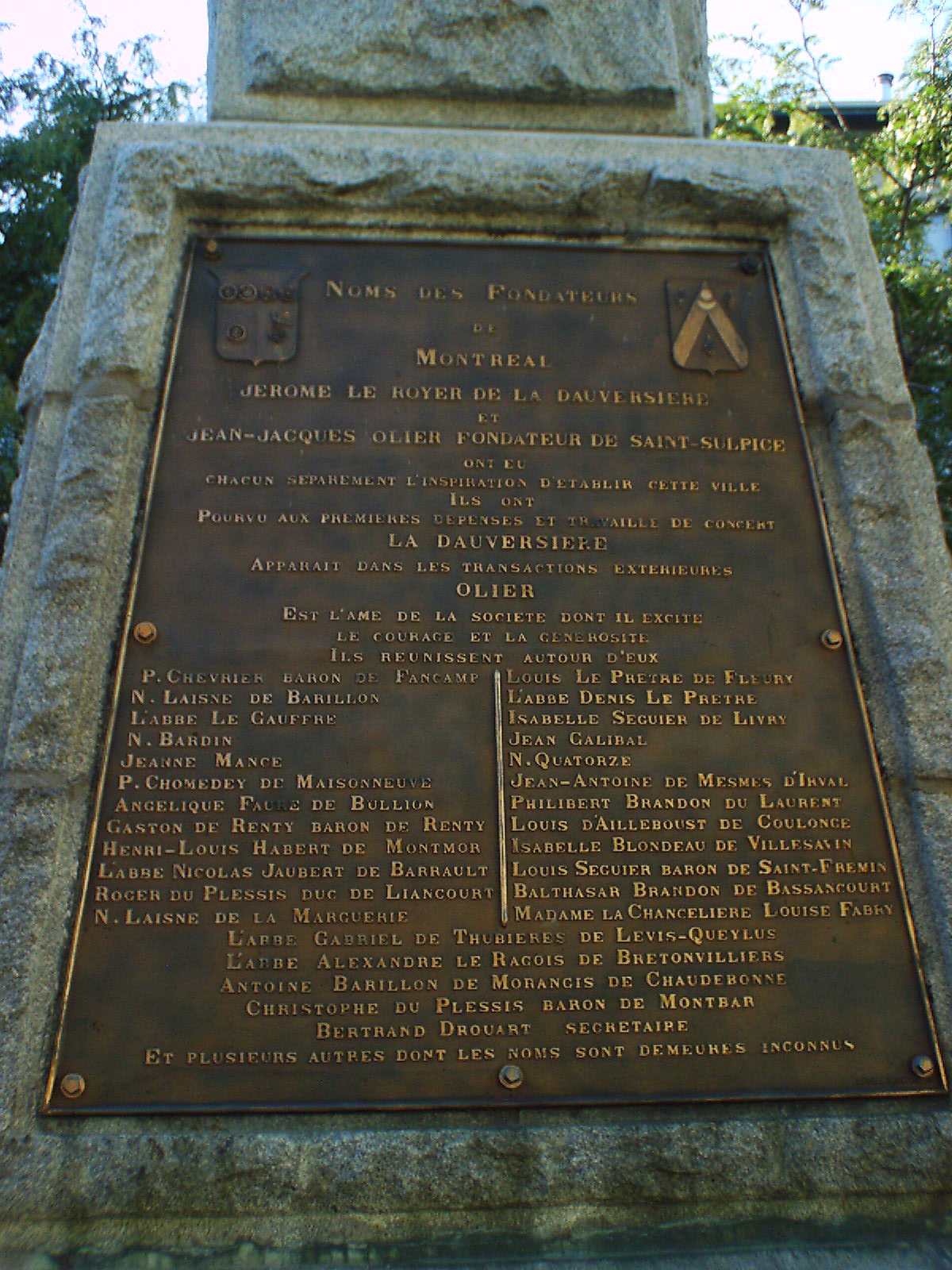
Monument aux pionniers de Montréal.

## Descendance
Le fils unique du couple, Henri-Roger du Plessis-Liancourt, comte de La Roche-Guyon (1620-1646), épouse le 25 novembre 1643 Anne-Élisabeth de Lannoy (vers 1626-1654). Ils ont une fille unique, Jeanne-Charlotte du Plessis-Liancourt, dite mademoiselle de La Roche-Guyon (1645-1669). Héritière de Liancourt et de La Roche-Guyon, elle est mariée le 10 novembre 1659 à son cousin au troisième degré François VII de La Rochefoucauld. À la mort de Roger du Plessis-Liancourt en 1674, à défaut d'héritiers mâles, la pairie est éteinte. Liancourt et La Roche-Guyon passent aux La Rochefoucauld. François VII obtient une nouvelle érection de La Roche-Guyon en duché, sans pairie, en novembre 1679.

## Hommage
En raison de sa générosité envers la Société Notre-Dame de Montréal, Roger du Plessis-Liancourt se voit associé à la fondation de Ville-Marie (ancien nom de Montréal). Son nom apparaît sur le monument aux pionniers de la place d'Youville (Montréal), derrière le musée Pointe-à-Callière.